# Campeonato de España de Ciclismo en Ruta 1994
El XCIII Campeonato de España de Ciclismo en Ruta se disputó en Sabiñánigo (Provincia de Huesca) el 26 de junio de 1994 sobre 239,4 kilómetros de recorrido. Participaron 111 corredores y sólo 69 terminaron el recorrido.
Se trataba de un circuito poco selectivo, para disgusto de los aficionados locales que esperaban la victoria de su paisano Fernando Escartín, ciclista cuyas características no se adaptaban al circuito.
La carrera se presentaba como un duelo entre los principales bloques del pelotón español: Banesto y Mapei-CLAS y sus principales líderes Miguel Induráin y Abraham Olano.
El gran animador de la carrera en su primera parte fue Miguel Induráin, quien se escapó del grupo y logró una importante ventaja, de más de 5 minutos. Rápidamente el pelotón advirtió que el navarro solamente corría para preparar el cercano Tour de Francia y fue neutralizado a bastantes kilómetros para la meta. Después de ser alcanzado, Induráin se retiró de la prueba.
Después de muchos intentos de fuga el equipo Kelme consiguió llegar a meta con el pelotón agrupado, preparando el sprint a su velocista Ángel Edo. Sin embargo Abraham Olano esprintó con más fuerza que el catalán y consiguió el título. En tercera posición entró Melcior Mauri.
Dos días antes, Olano ya se había proclamado campeón de España en contrarreloj, con lo cual fue el dominador absoluto de los campeonatos de 1994.

## Clasificación
| \| 1 \| \| Abraham Olano \| Mapei-CLAS \| 6h 04' 19" \| \| 2 \| \| Ángel Edo \| Kelme-Sureña \| m.t. \| \| 3 \| \| Melcior Mauri \| Banesto \| m.t. \| \| 4 \| \| José Rodríguez \| Mapei-CLAS \| m.t. \| \| 5 \| \| Manuel Fernández Ginés \| Mapei-CLAS \| m.t. \| \| 6 \| \| Juan Rodrigo Arenas \| Artiach \| m.t. \| \| 7 \| \| Julio Coello \| Mapei-CLAS \| m.t. \| \| 8 \| \| José Ramón Uriarte \| Banesto \| m.t. \| \| 9 \| \| Álvaro González de Galdeano \| Artiach \| m.t. \| \| 10 \| \| Prudencio Induráin \| Banesto \| m.t. \| |  |                             |              |            |
| 1 |  | Abraham Olano               | Mapei-CLAS   | 6h 04' 19" |
| 2 |  | Ángel Edo                   | Kelme-Sureña | m.t.       |
| 3 |  | Melcior Mauri               | Banesto      | m.t.       |
| 4 |  | José Rodríguez              | Mapei-CLAS   | m.t.       |
| 5 |  | Manuel Fernández Ginés      | Mapei-CLAS   | m.t.       |
| 6 |  | Juan Rodrigo Arenas         | Artiach      | m.t.       |
| 7 |  | Julio Coello                | Mapei-CLAS   | m.t.       |
| 8 |  | José Ramón Uriarte          | Banesto      | m.t.       |
| 9 |  | Álvaro González de Galdeano | Artiach      | m.t.       |
| 10 |  | Prudencio Induráin          | Banesto      | m.t.       |